# Maicas
Maicas – gmina w Hiszpanii, w prowincji Teruel, w Aragonii, o powierzchni 24,74 km². W 2011 roku gmina liczyła 38 mieszkańców.